# Muzeum regionalne w Tauer
Muzeum regionalne w Tauer (niem. Heimatmuseum Tauer, dolnołuż. Domowniski muzej Turjej) - muzeum regionalne (przede wszystkim o charakterze etnograficznym), zlokalizowane w Tauer (Turjej) przy Hauptstraße 88.
Muzeum ma charakter lokalny i prezentuje przede wszystkim pamiątki związane z przeszłością wsi i okolic. Istotną część kolekcji stanowią eksponaty związane z wypiekiem chleba, z których szczególny charakter ma nadal czynny piec chlebowy, używany do wyrobu pieczywa. Sam budynek muzealny to dawna piekarnia, której towarzyszą budynki gospodarcze w podwórzu oraz mały ogród kwiatowo-ziołowy. Na podłodze widoczny jest ślad po ścianie szczytowej starszego budynku, stojącego wcześniej w miejscu piekarni.